# اندی رامل
اندی رامل (انگلیسی: Andy Rammell؛ زادهٔ ۱۰ فوریهٔ ۱۹۶۷) بازیکن فوتبال اهل بریتانیا است.
از باشگاه‌هایی که در آن بازی کرده‌است می‌توان به باشگاه فوتبال بارنزلی، باشگاه فوتبال آترستون تاون، باشگاه فوتبال ساوتند یونایتد، باشگاه فوتبال بریستول راورز، باشگاه فوتبال منچستر یونایتد، باشگاه فوتبال فارست گرین راورز، باشگاه فوتبال والسال، و باشگاه فوتبال وایکام واندررز اشاره کرد.